# مامبو ایتالیانو
مامبو ایتالیانو یا مامبو ایتالیایی  (به انگلیسی: Mambo Italiano) آهنگی نوشته باب مریل و فرانکی لین و خوانده‌شده توسط رزماری کلونی است، که در ۱۱ اکتبر ۱۹۵۴ منتشر شد. این آهنگ در زمان خود در ۱۰۰ آهنگ داغ بیلبورد قرار گرفت و در سال ۱۹۵۵ به رتبه یک در جدول تک‌آهنگ‌های بریتانیا دست یافت. این آهنگ بعدتر توسط دین مارتین بازخوانی شد.

## پس‌زمینه

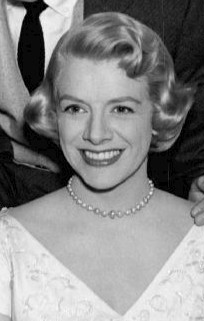
رزماری کلونی

باب مریل، ترانه‌سرا و آهنگساز مامبو ایتالیانو، آن را با عجله و در رستورانی ایتالیایی در نیویورک ساخته‌است. مریل به دلیل ضرب‌الاجل شرکت کلمبیا رکوردز، ملودی، ضرب‌آهنگ و ترانه مامبو ایتالیانو را از طریق تلفن و با نظارت میچ میلر برای استودیو شرح داد.

## بازخوانی
مامبو ایتالیانو توسط دین مارتین در سال ۱۹۵۵ بازخوانی شد و در سال ۲۰۰۶ ریمیکس رسمی این نسخه در سبک نو جاز و با نظارت شرکت کپیتال منتشر گردید. این آهنگ همچنین توسط بت میدلر، گروه موسیقی شفت و داریئو مورنو بازخوانی شده‌است. مامبو ایتالیانو در آغاز ترانه امریکانو از لیدی گاگا نیز استفاده شده‌است.

## استفاده در فیلم
از نسخه بی‌کلام این آهنگ در فیلم‌های در ناپل شروع شد و «نان، عشق و…» با بازی سوفیا لورن استفاده شده‌است. همچنین نسخه خوانده‌شده توسط رزماری کلونی در فیلم‌های مختلفی از جمله شب بزرگ و هم پیمان با ازدحام حضور داشته‌است.